# Кубок банку Суруга
Чемпіонат банку Суруга (яп. スルガ銀行チャンピオンシップ Суруга Гінко Тянпіонсіппу, ісп. Copa Suruga Bank) — футбольний турнір, що розігрувався між володарями Кубка Джей-ліги і Південноамериканського кубка.

## Історія
Міжконтинентальний турнір був заснований на початку 2008 року Японської футбольної асоціацією і КОНМЕБОЛ. Турнір прововся щорічно в Японії. Спонсором турніру був японський банк «Суруга».
Із 2020 до 2021 року турнір не проводився через епідемію COVID-19. У 2022 році турнір був скасований остаточно.

## Статистика

### По клубах
| Клуб                | Перемог | Фіналів | Роки перемог | Роки фіналів |
| ------------------- | ------- | ------- | ------------ | ------------ |
| Касіма Антлерс      | 2       | 1       | 2012, 2013   | 2016         |
| Індепендьєнте       | 1       | 1       | 2018         | 2011         |
| Арсенал (Саранді)   | 1       | 0       | 2008         |              |
| Інтернасьйонал      | 1       | 0       | 2009         |              |
| Токіо               | 1       | 0       | 2010         |              |
| Джубіло Івата       | 1       | 0       | 2011         |              |
| Касіва Рейсол       | 1       | 0       | 2014         |              |
| Рівер Плейт         | 1       | 0       | 2015         |              |
| Санта-Фе            | 1       | 0       | 2016         |              |
| Урава Ред Даймондс  | 1       | 0       | 2017         |              |
| Атлетіку Паранаенсі | 1       | 0       | 2019         |              |
| Гамба Осака         | 0       | 2       |              | 2008, 2015   |
| Ойта Трініта        | 0       | 1       |              | 2009         |
| ЛДУ Кіто            | 0       | 1       |              | 2010         |
| Універсідад де Чилі | 0       | 1       |              | 2012         |
| Сан-Паулу           | 0       | 1       |              | 2013         |
| Ланус               | 0       | 1       |              | 2014         |
| Шапекоенсе          | 0       | 1       |              | 2017         |
| Сересо Осака        | 0       | 1       |              | 2018         |
| Сьонан Бельмаре     | 0       | 1       |              | 2019         |

### По країнах
| Країна    | Перемог | Фіналів | Переможці                                                                                   | Фіналісти                                                                                    |
| --------- | ------- | ------- | ------------------------------------------------------------------------------------------- | -------------------------------------------------------------------------------------------- |
| Японія    | 6       | 6       | Касіма Антлерс (2), Токіо (1), Джубіло Івата (1), Касіва Рейсол (1), Урава Ред Даймондс (1) | Ґамба Осака (2), Ойта Трініта (1), Касіма Антлерс (1), Сересо Осака (1), Сьонан Бельмаре (1) |
| Аргентина | 3       | 2       | Арсенал (1), Рівер Плейт (1), Індепендьенте (1)                                             | Індепендьенте (1), Ланус (1)                                                                 |
| Бразилія  | 2       | 2       | Інтернасьйонал (1), Атлетіку Паранаенсі (1)                                                 | Сан-Паулу (1), Шапекоенсе (1)                                                                |
| Колумбія  | 1       | 0       | Санта-Фе (1)                                                                                |                                                                                              |
| Чилі      | 0       | 1       |                                                                                             | Універсідад де Чилі (1)                                                                      |
| Еквадор   | 0       | 1       |                                                                                             | ЛДУ Кіто (1)                                                                                 |

### За конфедераціями
| Конфедерація | Перемог | Фіналів |
| ------------ | ------- | ------- |
| ЯФА          | 6       | 6       |
| КОНМЕБОЛ     | 6       | 6       |